# This Path Tonight
This Path Tonight je šesté sólové studiové album anglického hudebníka Grahama Nashe. Vydáno bylo 15. dubna roku 2016 společností Blue Castle Records a jeho producentem byl Shane Fontayne. Umístilo se na 41. příčce britské hitparády, zatímco v americké Billboard 200 skončilo na 93. Jde o Nashovo první studiové album po čtrnácti letech – to předchozí, Songs for Survivors, vydal v roce 2002.

## Seznam skladeb
1. This Path Tonight – 4:26
2. Myself at Last – 5:18
3. Cracks in the City – 3:41
4. Beneath the Waves – 4:01
5. Fire Down Below – 3:28
6. Another Broken Heart – 4:57
7. Target – 3:34
8. Golden Days – 3:38
9. Back Home – 4:48
10. Encore – 3:52

Bonusy
1. Mississippi Burning – 2:44
2. Watch Out for the Wind – 3:06
3. The Fall – 4:20

## Obsazení
- Graham Nash – zpěv, kytara
- Shane Fontayne – kytara, doprovodné vokály
- Jennifer Condos – baskytara
- Todd Caldwell – Hammondovy varhany
- Patrick Warren – klavír
- Jay Bellerose – bicí, perkuse